# Katrineholm (đô thị)
Đô thị Katrineholm (tiếng Thụy Điển: Katrineholm kommun) là một đô thị ở hạt Södermanland của Thụy Điển. Thủ phủ là thị xã Katrineholm. Dân số thời điểm 31 tháng 12 năm 2000 là 32370 người.